# オフ・ザ・レコード
『オフ・ザ・レコード』(off the record)とは2013年にリリースされたドイツのテクノミュージシャン、カール・バルトスのアルバムである。
ファースト・アルバムの『コミュニケーション』から10年後にリリースされたが、『コミュニケーション』よりも前に作られた曲も収録されている。

## シングル
2013年1月1日に「アトミウム」がリリース。
プロモシングルとして2013年3月18日に「ウィズアウト・ア・トレイス・オブ・エモーション」がリリース。

## 収録曲
全作詞作曲、カール・バルトス　「ムジカ・エクス・マキーナ」の作詞のみジョニー・マーとバーナード・サムナーも参加。
1. アトミウム -Atomium
2. ナハトファート -Nachtfahrt
3. インターナショナル・ベルベット -International Velvet
4. ウィズアウト・ア・トレイス・オブ・エモーション -Without a Trace of Emotion
5. ザ・バイナリー・コード -The Binary Code
6. ムジカ・エクス・マキーナ -Musica Ex Machina
7. ザ・チューニング・オブ・ザ・ワールド -The Tuning of the World
8. インスタント・バイロイト -Instant Bayeruth
9. ボックス・ヒューマナ -Vox Humana
10. リズムス -Rhythmus
11. サイレンス -Silence
12. ハオスムジーク -Hausmusik